# Pteris lechleri
Pteris lechleri är en kantbräkenväxtart som beskrevs av Georg Heinrich Mettenius. Pteris lechleri ingår i släktet Pteris och familjen Pteridaceae. Inga underarter finns listade.